# 電子水量計

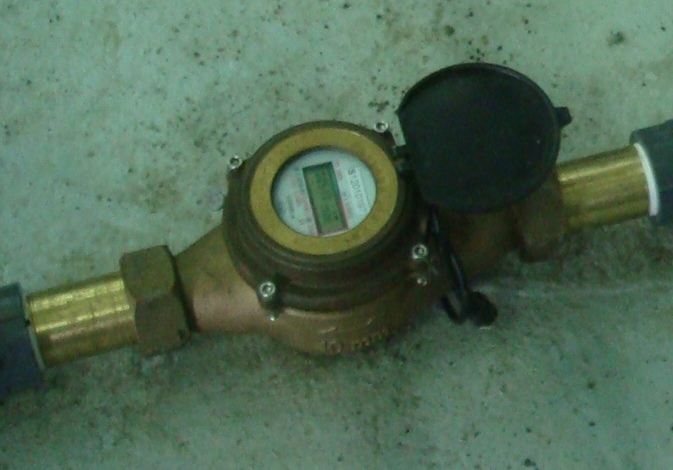
電子水表

電子水量計（俗稱電子水表，smart water meter），係指藉由電子感應來計量量測水流過水量計之體積量的器具。有別於一般的傳統機械式水量計。傳統機械結構水表是藉由齒輪帶動產生計量，然而電子水表則透過電子感應來產生計量數據，除可精確計量外亦有其他附加管理功能，特點如下：
1. 數位通訊方便自動抄表，可透過有線或無線訊號傳輸。
2. 可連接各類監控設備做遠端控制。
3. 自備電源，防止引雷，停電仍可計量。
4. 應用通信介面建置自動讀表管理系統，可用於供水管網管理，達到有效率的水資源管理。
5. 具備多種智慧型管理功能，可判斷用戶用水狀況。
6. 應用水表記錄器可為小區管網測漏[永久]與用戶用水模式分析。

## 分類
電子式水量計大致分為三類：附加式電子水量計、一體型電子式智慧水量計及全電子式水量計:。
- 附加式電子水量計是以機械結構水表作為計量基礎，於水表端裝設感測模組透過訊號發射器傳遞流量資訊，由於其本體為機械結構，存在機械表齒輪磨耗問題，且訊號感應容易產生短路，造成流量傳輸斷訊且資訊不同步的問題。
- 一體型電子式智慧水表是應用電子元件感測裝置，內建於水表中，以數位微電腦作為流量計算基準，不僅大幅提升計量精準度，更增強量測的可信度。此外，一體型電子式智慧水表採用乾式計量結構設計，無機械齒輪磨耗問題，更不會因為雜質異物造成齒輪斷裂而影響計量準確度，同時擁有數位編碼訊號傳輸與智慧型微電腦控制管理功能。
- 全電子式水量計則是以電子元件感測原理量測水的流速，透過電流或電壓的訊號換算流量資訊，無機械元件磨耗問題，擁有數位編碼訊號傳輸與智慧型微電腦控制管理功能，可應用於自動讀表監測系統。

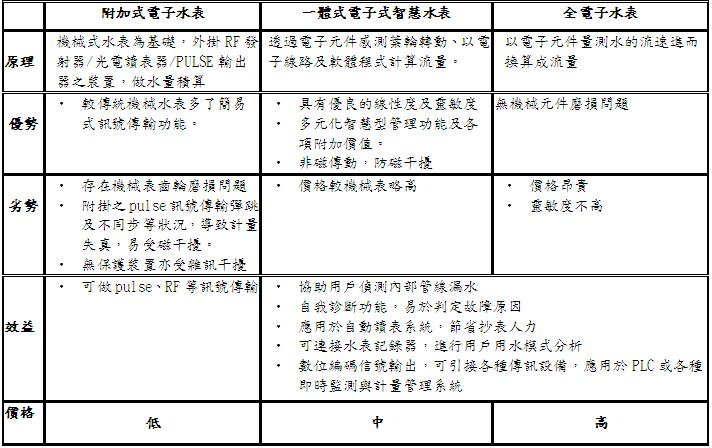

## 智慧水表
因一體型電子式智慧水量計較符合經濟效益，目前最廣為使用，又可稱為智慧水表。可針對清水、地下水、溫泉（碳酸氫鈉）進行計量，透過電子元件感測裝置，較傳統機械式水表更為精準。傳統機械式水表每月或每兩個月通過人工抄表計算用戶的水費；智慧水表則可以遠端且頻繁地讀取，為用戶和自來水公司提供即時用水數據。智慧水表本體具備智慧管理功能，包含時段用量紀錄、反向流量紀錄、漏水等，可應用於遠端水資源管理系統監測，在智慧住宅、科技園區能源管理應用較為普遍。
- 遠端監測 自動讀表 (Automatic Meter Reading / Advanced Metering Infrastructure)

智慧水表可透過數位通訊，藉由傳訊介面將水表數據固定時距傳輸出至管理系統中，進行遠端監測/抄表、自動讀表(AMR/AMI)，管理者可於系統中執行用戶用量監測、流量數據分析、設備管理、異常用量示警等。
透過遠端監測、自動讀表，用水管理可達到以下效益：
1. 水表度數直接傳送、無需人工抄表，可提升用戶的居家隱私[3]
2. 避免人工抄表或數據處理產生的錯誤
3. 即時用量監測，盡早發現異常用水(漏水/破管)
4. 可進行用戶用量分析，判讀用戶用水模式
5. 降低漏損，提升整體用水管理效益
6. 具備數位電子訊號，自動表號讀取，無需人工設定表號，冒人工做業誤差或設定時間差風險
7. 表值數位顯示，且位數解析度高，便利用戶查看數值與掌握家中用水量
8. 通訊模組可內建於水表內或外加於水表外，不影響水表的指示裝置資訊顯示，如水表數值、進水符號等法定資訊，避免後續計費爭議也利於用戶自行抄錄表值與管理使用
9. 維護管理方便，不需額外附加讀表設備，表值可於表盤清楚可視，且不妨礙水表箱闔蓋

- 應用範圍

智慧電子水表應用範圍廣泛：
1. 供水監測管理：輸送管理
2. 分區計量管理的應用
3. 用戶計量管理的應用
4. 用量千度以上的大型用戶，例如工廠、校園機關、商辦大樓
5. 一般用水量用戶諸如家庭用戶

- 國外應用現況

1. 美國：舊金山從2009年起逐年將全市18萬戶用戶全面換裝智慧水表，至2019年美國本土已有60%用戶皆已換裝智慧水表
2. 中國：將智慧水表納入十三-五計劃，積極推動節水設備建設，至2020年智慧水表換裝率已達將近45%
3. 日本：1990年代導入智慧水表，東京水務公司於2018年積極推動10萬用戶智慧水表換裝計畫，預計2025年全面完成

- 國內應用現況

1. 台灣自來水股份有限公司：2017年第七區管理處(高屏區域)開始鎖定17戶工業區超大用水戶進行系統化的監測
2. 臺北自來水事業處：台北市文山區興隆公宅維國內首座採用智慧水表併建置管理系統之公共住宅，於2015年正式完成

## 外部連結
- 台北市自來水事業處 一分鐘看懂智慧水表 （页面存档备份，存于）
- 智慧水表專題報導 （页面存档备份，存于）
- 電子水表助節水防漏
- 2008 年～2012 年節約用水計畫[]
- 自動讀表系統架構建置
- 流量計簡介

1. ↑  Alliance for Water Efficiency
2. 1 2  City of Cambridge
3. ↑  臺北自來水事業處-智慧水表